# Метрополитен Салвадора
Метрополитен Салвадора (порт. Metrô de Salvador, в просторечии Metrô) — система метро Салвадора, Бразилия.

## История
Открыт 11 июня 2014 года.

## Линии
- Линия 1 (Lapa — Pirajá), которая начала функционировать 11 июня 2014 года.

- Линия 2 (Acceso Norte — Aeroporto) и первая железная дорога в городе, известная как «Подземная линия» (Calçada — Paripe).
  - Вторая линия открыта 5 декабря 2016 года, три станции, длина 2.3 км.
  - Продление 2 линии открыто 23 мая 2017 года, 4 станции, 6 км.[4]
  - Третье продление 2 линии открыто 11 сентября 2017 года, 4 станции, 7.5 км [4]

## Галерея

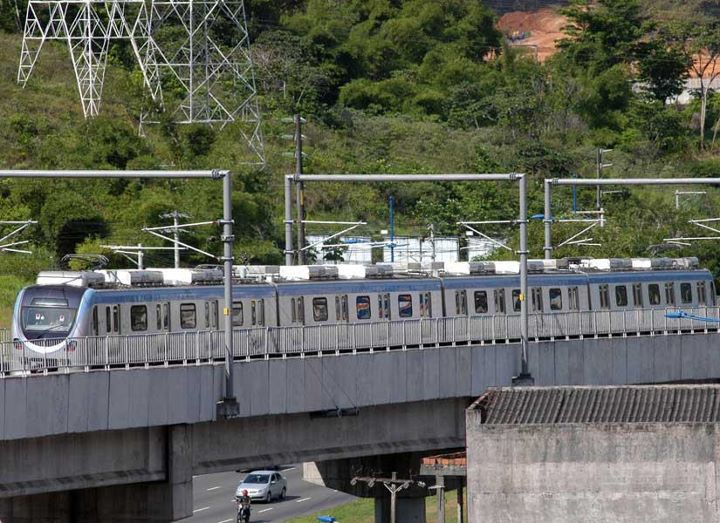
Поезд на надземном участке
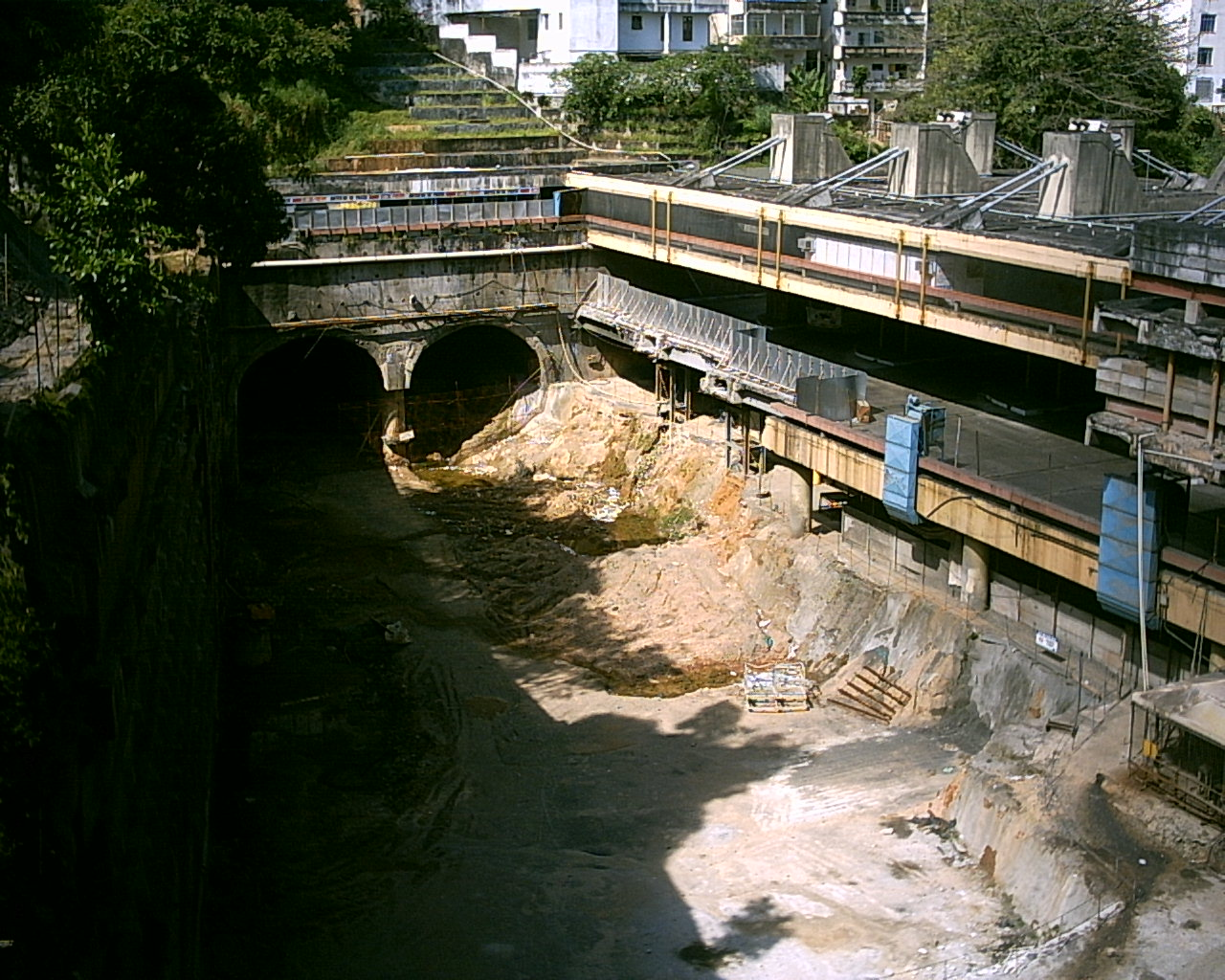
Строительство открытым способом недалеко от станции «Лапа»